# Amazoonops
Amazoonops là một chi nhện thuộc họ Oonopidae. Chi này được  Ott, Ruiz, Brescovit & Bonaldo mô tả năm 2017. Tính đến  năm 2017, chi này bao gồm 5 loài, tất cả đều được phát hiện tại Brasil.